# إخفين إيغير (آيت أحكم)
إخفين إيغير هو دُوَّار يقع بجماعة تبانت، إقليم أزيلال، جهة بني ملال خنيفرة في المملكة المغربية. ينتمي الدوّار لمشيخة آيت أحكم التي تضم 12 دوار. يقدر عدد سكانه بـ 714 نسمة حسب الإحصاء الرسمي للسكان والسكنى لسنة 2004.

## روابط خارجية
- البوابة الوطنية للجماعات الترابية
- المندوبية السامية للتخطيط